# Oude IJsselstreek
Oude IJsselstreek é um município dos Países Baixos, situado na província da Guéldria. Tem 137,95 km² de área e sua população em 2020 foi estimada em 39.331 habitantes.